# Xeloma seticollis
Xeloma seticollis är en skalbaggsart som beskrevs av Ernst Gustav Kraatz 1880. Xeloma seticollis ingår i släktet Xeloma och familjen Cetoniidae. Inga underarter finns listade i Catalogue of Life.